# Herrarnas höga hopp i simhopp vid olympiska sommarspelen 1996
Herrarnas höga hopp i de olympiska simhoppstävlingarna vid de olympiska sommarspelen 1996 hölls den 1-2 augusti i Georgia Tech Campus Recreation Center. 

## Medaljörer
| Event              | Guld                    | Silver              | Brons              |
| 10 meter höga hopp | Dmitrij Sautin Ryssland | Jan Hempel Tyskland | Xiao Hailiang Kina |

## Resultat
| Placering | Simhoppare                  | Kval   | Kval      | Semifinal        | Semifinal        | Semifinal        | Semifinal        | Final            | Final            | Final            |
| Placering | Simhoppare                  | Poäng  | Placering | Poäng            | Placering        | Totalt           | Placering        | Poäng            | Placering        | Totalt           |
| --------- | --------------------------- | ------ | --------- | ---------------- | ---------------- | ---------------- | ---------------- | ---------------- | ---------------- | ---------------- |
| 1         | Dmitri Sautin (RUS)         | 452,82 | 1         | 194,64           | 2                | 647,46           | 1                | 497,70           | 1                | 692,34           |
| 2         | Jan Hempel (GER)            | 394,17 | 7         | 197,22           | 1                | 591,39           | 5                | 466,05           | 3                | 663,27           |
| 3         | Xiao Hailiang (CHN)         | 445,86 | 2         | 179,55           | 5                | 625,41           | 2                | 478,65           | 2                | 658,20           |
| 4         | Tian Liang (CHN)            | 425,73 | 3         | 185,76           | 3                | 611,49           | 3                | 462,42           | 4                | 648,18           |
| 5         | Vladimir Timosjinin (RUS)   | 425,43 | 4         | 169,47           | 11               | 594,90           | 4                | 459,12           | 5                | 628,59           |
| 6         | David Pichler (USA)         | 394,59 | 6         | 175,53           | 8                | 570,12           | 8                | 431,58           | 6                | 607,11           |
| 7         | Fernando Platas (MEX)       | 392,31 | 8         | 177,90           | 6                | 570,21           | 7                | 425,13           | 7                | 603,03           |
| 8         | Michael Kühne (GER)         | 375,27 | 11        | 169,11           | 12               | 544,38           | 11               | 414,87           | 8                | 583,98           |
| 9         | Patrick Jeffrey (USA)       | 406,74 | 5         | 174,42           | 9                | 581,16           | 6                | 385,80           | 9                | 560,22           |
| 10        | Ken Terauchi (JPN)          | 381,51 | 9         | 174,39           | 10               | 555,90           | 10               | 385,50           | 10               | 559,89           |
| 11        | Sergej Kudrevitj (BLR)      | 375,90 | 10        | 180,63           | 4                | 556,53           | 9                | 347,37           | 12               | 528,00           |
| 12        | Richard Frece (AUT)         | 373,41 | 12        | 148,35           | 17               | 521,76           | 12               | 355,29           | 11               | 503,64           |
| 13        | Bobby Morgan (GBR)          | 343,20 | 17        | 176,64           | 7                | 519,84           | 13               | Gick inte vidare | Gick inte vidare | Gick inte vidare |
| 14        | Jimmy Sjödin (SWE)          | 352,74 | 14        | 165,00           | 13               | 517,74           | 14               | Gick inte vidare | Gick inte vidare | Gick inte vidare |
| 15        | Choe Hyong-Gil (PRK)        | 353,40 | 13        | 163,26           | 14               | 516,66           | 15               | Gick inte vidare | Gick inte vidare | Gick inte vidare |
| 16        | Andrej Kvotjinski (BLR)     | 349,14 | 15        | 160,50           | 15               | 509,64           | 16               | Gick inte vidare | Gick inte vidare | Gick inte vidare |
| 17        | Damir Achmetbekov (KAZ)     | 346,62 | 16        | 158,58           | 16               | 505,20           | 17               | Gick inte vidare | Gick inte vidare | Gick inte vidare |
| 18        | Leon Taylor (GBR)           | 341,70 | 18        | 141,87           | 18               | 483,57           | 18               | Gick inte vidare | Gick inte vidare | Gick inte vidare |
| 19        | Keita Kaneto (JPN)          | 339,18 | 19        | Gick inte vidare | Gick inte vidare | Gick inte vidare | Gick inte vidare | Gick inte vidare | Gick inte vidare | Gick inte vidare |
| 20        | Roman Volod'kov (UKR)       | 335,97 | 20        | Gick inte vidare | Gick inte vidare | Gick inte vidare | Gick inte vidare | Gick inte vidare | Gick inte vidare | Gick inte vidare |
| 21        | Samat Muratov (KAZ)         | 335,43 | 21        | Gick inte vidare | Gick inte vidare | Gick inte vidare | Gick inte vidare | Gick inte vidare | Gick inte vidare | Gick inte vidare |
| 22        | Alberto Acosta (MEX)        | 322,47 | 22        | Gick inte vidare | Gick inte vidare | Gick inte vidare | Gick inte vidare | Gick inte vidare | Gick inte vidare | Gick inte vidare |
| 23        | Daniel Pavon (ESP)          | 312,78 | 23        | Gick inte vidare | Gick inte vidare | Gick inte vidare | Gick inte vidare | Gick inte vidare | Gick inte vidare | Gick inte vidare |
| 24        | Gabriel Chereches (ROU)     | 309,30 | 24        | Gick inte vidare | Gick inte vidare | Gick inte vidare | Gick inte vidare | Gick inte vidare | Gick inte vidare | Gick inte vidare |
| 25        | Dario di Fazio (VEN)        | 307,02 | 25        | Gick inte vidare | Gick inte vidare | Gick inte vidare | Gick inte vidare | Gick inte vidare | Gick inte vidare | Gick inte vidare |
| 26        | Oleh Jantjenko (UKR)        | 301,92 | 26        | Gick inte vidare | Gick inte vidare | Gick inte vidare | Gick inte vidare | Gick inte vidare | Gick inte vidare | Gick inte vidare |
| 27        | Emil Zjabrajilov (AZE)      | 294,93 | 27        | Gick inte vidare | Gick inte vidare | Gick inte vidare | Gick inte vidare | Gick inte vidare | Gick inte vidare | Gick inte vidare |
| 28        | Tony Lawson (AUS)           | 294,75 | 28        | Gick inte vidare | Gick inte vidare | Gick inte vidare | Gick inte vidare | Gick inte vidare | Gick inte vidare | Gick inte vidare |
| 29        | Suchat Pichi (THA)          | 290,64 | 29        | Gick inte vidare | Gick inte vidare | Gick inte vidare | Gick inte vidare | Gick inte vidare | Gick inte vidare | Gick inte vidare |
| 30        | Tony Iglesias (BOL)         | 290,16 | 30        | Gick inte vidare | Gick inte vidare | Gick inte vidare | Gick inte vidare | Gick inte vidare | Gick inte vidare | Gick inte vidare |
| 31        | Kwon Kyung-Min (KOR)        | 276,27 | 31        | Gick inte vidare | Gick inte vidare | Gick inte vidare | Gick inte vidare | Gick inte vidare | Gick inte vidare | Gick inte vidare |
| 32        | Hovhannes Avtandiljan (ARM) | 275,64 | 32        | Gick inte vidare | Gick inte vidare | Gick inte vidare | Gick inte vidare | Gick inte vidare | Gick inte vidare | Gick inte vidare |
| 33        | Sui Ng (HKG)                | 273,30 | 33        | Gick inte vidare | Gick inte vidare | Gick inte vidare | Gick inte vidare | Gick inte vidare | Gick inte vidare | Gick inte vidare |
| 34        | Gotja Gacharia (GEO)        | 256,68 | 34        | Gick inte vidare | Gick inte vidare | Gick inte vidare | Gick inte vidare | Gick inte vidare | Gick inte vidare | Gick inte vidare |
| 35        | Abdul Al-Matrouk (KUW)      | 239,79 | 35        | Gick inte vidare | Gick inte vidare | Gick inte vidare | Gick inte vidare | Gick inte vidare | Gick inte vidare | Gick inte vidare |
| 36        | Chuan Hung-Ping (TPE)       | 220,89 | 36        | Gick inte vidare | Gick inte vidare | Gick inte vidare | Gick inte vidare | Gick inte vidare | Gick inte vidare | Gick inte vidare |
| 37        | Vukan Vuletic (YUG)         | 187,17 | 37        | Gick inte vidare | Gick inte vidare | Gick inte vidare | Gick inte vidare | Gick inte vidare | Gick inte vidare | Gick inte vidare |